# Kanton Sarcelles
Kanton Sarcelles (fr. Canton de Sarcelles) je francouzský kanton v departementu Val-d'Oise v regionu Île-de-France. Tvoří ho pouze město Sarcelles. Zřízen byl v roce 2015.